# Paracedemon
Paracedemon – rodzaj chrząszczy z rodziny kózkowatych i podrodziny zgrzypikowych. 

## Zasięg występowania
Przedstawiciele tego rodzaju występują na Madagaskarze.

## Systematyka
Do Paracedemon należą 2 gatunki:
- Paracedemon niger
- Paracedemon ruber